# Chiesa di Sant'Angelo (Monteroni d'Arbia)
La chiesa di Sant'Angelo si trova in località  Ponzano, nel comune di Monteroni d'Arbia.

## Descrizione
I resti della chiesa originaria, oggi sconsacrata, sono inseriti nel complesso rurale che prende il nome di Ponzano, già esistente alla fine del Duecento.
La struttura in conci di pietra, misti a mattoni, testimoniano l'antica origine dell'edificio.